# Capito
Capito é um gênero de aves piciformes da família Capitonidae, dos capitães.. São encontradas em florestas úmidas da América do Sul, com uma única espécie se estendendo até o Panamá. Um pouco maiores que os membros do gênero Eubucco, os integrantes do gênero Capito apresentam todos eles dimorfismo sexual.

## Espécies
- Capitão-de-coroa-escarlate, Capito aurovirens
- Capito wallacei, capitão-de-loreto
- Capito fitzpatricki, capitão-do-sira
- Capito maculicoronatus, capitão-de-coroa-branca
- Capito squamatus, capitão-de-fronte-laranja
- Capito hypoleucus, capitão-de-dorso-branco
- Capitão-de-cinta, Capito dayi
- Capito auratus, capitão-de-fronte-dourada
- Capito quinticolor, capitão-multicolor
- Capitão-de-bigode-carijó, Capito niger
- Capitão-de-peito-marrom, Capito brunneipectus